# Tour de Limburgo (Bélgica)
O Tour de Limburgo (oficialmente:Ronde van Limburg) é uma carreira ciclista belga de um dia, disputada na província de Limburgo.
Criada em 1919, teve lugar anualmente de 1933 a 1994, a excepção dos anos 1940, 1971 e 1991. Em 2012, recuperou-se a carreira fazendo parte do UCI Europe Tour, inicialmente dentro da categoria 1.2 e em 2014 ascendendo à categoria 1.1..
.
.
.

## Palmarés
| Ano                              | Vencedor               | Segundo                | Terceiro               |           |
| -------------------------------- | ---------------------- | ---------------------- | ---------------------- | --------- |
| 1919                             | Henri Moerenhout       | Louis Budts            | Edmond van Heyneghem   |           |
| 1920-1932 edições não realizadas |                        |                        |                        |           |
| 1933                             | Frans Bonduel          | Alfons Deloor          | Maurice Croon          |           |
| 1934                             | Louis Roels            | Odiel Van Eenoghe      | Gustaaf Van Slembrouck |           |
| 1935                             | Frans Van Hassel       | Joseph Huts            | Auguste Van Tricht     |           |
| 1936                             | Michel d'Hooghe        | Marcel Van Schil       | Ernest Planckaert      |           |
| 1937                             | Alphonse Schepers      | Joseph Huts            | Mathieu Cardynaels     |           |
| 1938                             | Joseph Huts            | Edward Vissers         | Frans Gahy             |           |
| 1939                             | Frans Spiessens        | Albert 't Jolyn        | Georges Claes          |           |
| 1940 edição não realizada        |                        |                        |                        |           |
| 1941                             | Albert Dubuisson       | Achiel Buysse          | Georges Claes          |           |
| 1942                             | Gustave Van Overloop   | Achiel Buysse          | Eugeen Jacobs          |           |
| 1943                             | Marcel Kint            | Achiel Buysse          | André Declerck         |           |
| 1944                             | Ernest Sterckx         | Sylvain Grysolle       | Edward van Dijck       |           |
| 1945                             | Éloi Meulenberg        | Leopold Verschueren    | Edward van Dijck       |           |
| 1946                             | Edward van Dijck       | Roger Cnockaert        | Edward Peeters         |           |
| 1947                             | Georges Claes          | Maurice Mollin         | Emile Goutier          |           |
| 1948                             | Karel Leysen           | Constant Verschueren   | Leopold Verschueren    |           |
| 1949                             | Rik Van Steenbergen    | Gerard Buyl            | Frans Leenen           |           |
| 1950                             | Jean Bogaerts          | Edward Peeters         | Jacques Dupont         |           |
| 1951                             | Henri Serin            | Lode Anthonis          | Joseph Verhaert        |           |
| 1952                             | Roger De Corte         | Karel De Baere         | Ernest Sterckx         |           |
| 1953                             | Gaston de Wachter      | Frans Loyaerts         | Jozef De Feyter        |           |
| 1954                             | Edward Peeters         | Ludo van der Elst      | Jean Storms            |           |
| 1955                             | Ernest Sterckx         | Charles Vandormael     | Désiré Keteleer        |           |
| 1956                             | Frans Schoubben        | Charles Vandormael     | Jan Van Gompel         |           |
| 1957                             | Willy Vannitsen        | Emile Severeyns        | Jan Huyskens           |           |
| 1958                             | Roger Baens            | Jean Vermaelen         | Guillaume Hendriks     |           |
| 1959                             | Valère Paulissen       | Gerard Vergoossen      | Piet van den Brekel    |           |
| 1960                             | Willy Vannitsen        | Frans Aerenhouts       | Georges Mortiers       |           |
| 1961                             | Martin Van Geneugden   | Willy Schroeders       | Raymond Impanis        |           |
| 1962                             | Peter Post             | Joseph Wouters         | Jozef Verachtert       |           |
| 1963                             | Joseph Wouters         | Jo de Haan             | Ludo Janssens          |           |
| 1964                             | Jos Dewit              | Jozef Verachtert       | Lode Troonbeeckx       |           |
| 1965                             | Georges Van Coningsloo | Reindert De Jongh      | Roger De Coninck       |           |
| 1966                             | Fernand Deferm         | Georges Van Coningsloo | Jean-Baptiste Claes    |           |
| 1967                             | Edward Sels            | Theo Mertens           | Fernand Deferm         |           |
| 1968                             | Léo Duyndam            | Patrick Sercu          | Alfons De Bal          |           |
| 1969                             | Willy Vekemans         | Jos van der Vleuten    | Valere Van Sweevelt    |           |
| 1970                             | Jan van Katwijk        | Georges Van Coningsloo | Raphaël Hooyberghs     |           |
| 1971 edição não realizada        |                        |                        |                        |           |
| 1972                             | Jozef Abelshausen      | Frans Verbeeck         | Raphaël Hooyberghs     |           |
| 1973                             | Jozef Abelshausen      | Frans Verhaegen        | Jean-Pierre Berckmans  |           |
| 1974                             | Frans Verbeeck         | Roger De Vlaeminck     | Bernard Bourguignon    |           |
| 1975                             | Guido Van Sweevelt     | Cees Priem             | Walter Godefroot       |           |
| 1976                             | Frans Van Looy         | Benny Schepmans        | Willem Peeters         |           |
| 1977                             | Marcel Laurens         | Rik Van Linden         | Benny Schepmans        |           |
| 1978                             | Willem Peeters         | Emiel Gysemans         | Rudy Pevenage          |           |
| 1979                             | Guido Van Sweevelt     | Gerrie Knetemann       | Dirk Heirweg           |           |
| 1980                             | Daniel Willems         | Paul Wellens           | Jos Jacobs             |           |
| 1981                             | Ludwig Wijnants        | Heddie Nieuwdorp       | Leo van Vliet          |           |
| 1982                             | Werner Devos           | Jan Bogaert            | Alfons De Wolf         |           |
| 1983                             | Rudy Matthijs          | Henk Lubberding        | William Tackaert       |           |
| 1984                             | Noël Dejonckheere      | Leo van Vliet          | Benny Van Brabant      |           |
| 1985                             | Eric Vanderaerden      | Ron Snijders           | Jan Bogaert            |           |
| 1986                             | Ad Wijnands            | Peter Hoondert         | Frank Van De Vijver    |           |
| 1987                             | Wim Arras              | Jean-Paul van Poppel   | Willy Engelbrecht      |           |
| 1988                             | Eric Vanderaerden      | Peter Pieters          | Wim Van Eynde          |           |
| 1989                             | Jerry Cooman           | John Vos               | Eric Vanderaerden      |           |
| 1990                             | Eddy Planckaert        | Benny Van Brabant      | Uwe Raab               |           |
| 1991 edição não realizada        |                        |                        |                        |           |
| 1992                             | Jans Koerts            | Jo Planckaert          | Benny Van Brabant      |           |
| 1993                             | Patrick Van Roosbroeck | Hendrik Redant         | Danny Nelissen         |           |
| 1994                             | Marc Wauters           | Stéphane Hennebert     | Frank Corvers          |           |
| 1995-2011 edições não realizadas |                        |                        |                        |           |
| 2002                             |                        |                        |                        |           |
| 2012                             | Kevin Claeys           | Rick Zabel             | Klaas Vantornout       |           |
| 2013                             | Olivier Chevalier      | Kevin Claeys           | Huub Duyn              |           |
| 2014                             | Mathieu van der Poel   | Paul Martens           | Greg Henderson         |           |
| 2015                             | Björn Leukemans        | Dimitri Claeys         | Wouter Mol             |           |
| 2016                             | Kenny Dehaes           | Tom Boonen             | Timothy Dupont         |           |
| 2017                             | Wout van Aert          | Dorian Godon           | Gianni Vermeersch      |           |
| 2018                             | Mathieu van der Poel   | Nacer Bouhanni         | Tim Merlier            |           |
| 2019                             | Eduard-Michael Grosu   | Simone Consonni        | Lasse Norman Hansen    |           |
| 2020                             | cancelado              | cancelado              | cancelado              | cancelado |
| 2021                             | Tim Merlier            | Daniel McLay           | John Degenkolb         |           |
| 2022                             | Arnaud De Lie          | Simone Consonni        | Danny van Poppel       |           |
| 2023                             | Gerben Thijssen        | Caleb Ewan             | Stanislaw Aniolkowski  |           |
| 2024                             | Dylan Groenewegen      | Maurice Ballerstedt    | Arnaud De Lie          |           |
| 2025                             |                        |                        |                        |           |

## Palmarés por países
| País          | Vitórias |
| ------------- | -------- |
| Bélgica       | 60       |
| Países Baixos | 7        |